# ゴルディーニ

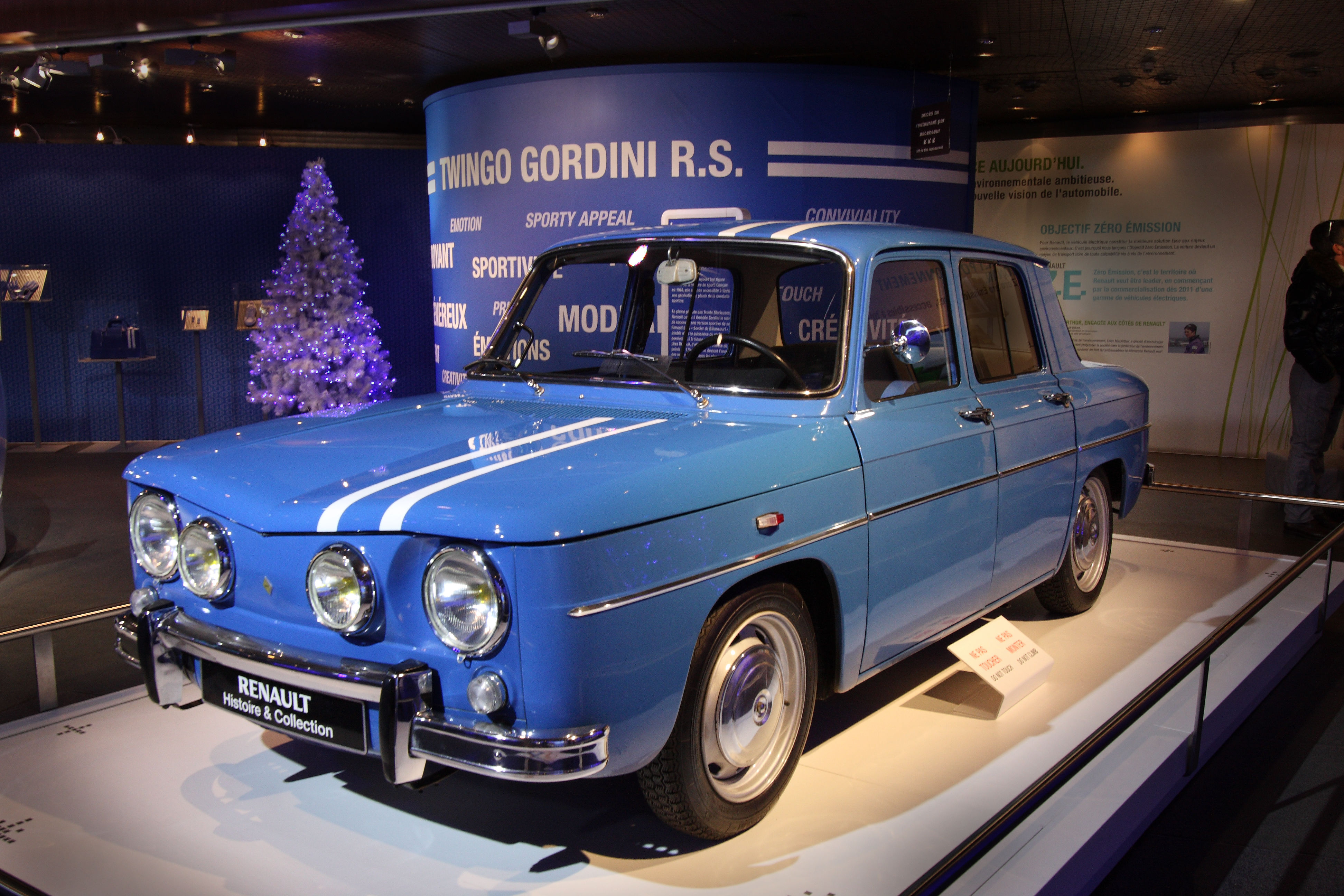
ルノー・R8 ゴルディーニ

ゴルディーニ（Gordini）はかつてフランスに存在した自動車のチューニングメーカーである。現在、「ゴルディーニ」の商標権はルノーが所有している。後述するように、F1のコンストラクターとして参戦していた時期もあった。

## 概要
ゴルディーニはイタリア生まれのアメデ・ゴルディーニによって創業された。ゴルディーニは第一次世界大戦に従軍した後にフィアット車などのチューニングを手がけるようになり、モータースポーツ界で注目を集めるようになった。
そこに目を付けたのはフランスの自動車メーカー、シムカであった。1930年にシムカと提携するとシムカ車をベースとするチューニングカーでレースに参戦し、ル・マン24時間レースでクラス3連覇を果たすなど成功を収め、ゴルディーニは「ル・ソルシエ」（Le Sorcier、魔術師）の異名が付けられた。
第二次世界大戦後の1950年から「シムカ・ゴルディーニ」の名称でF1に参戦。モーリス・トランティニアンやジャン・ベーラ、タイの王族であるプリンス・ビラなどをドライバーに起用したが成績は振るわず1952年にシムカとの提携を解消。以降は「ゴルディーニ」として単独参戦を続けるが、資金難などで1勝もできないまま1956年にF1から撤退した。
その1956年からは新たなパートナーとしてルノーと提携し、まずドーフィンをベースとしたチューニングカーを世に送り出す。続いて1964年、「R8」のスポーツバージョンとして「R8 ゴルディーニ」を発表、同年のツール・ド・コルスでデビューウィンを飾るなど活躍し、1966年には世界初のワンメイクレースである「ゴルディーニ・カップ」を創設している。
なおゴルディーニ社は1969年にルノーに株式を売却し同社の一部門となり、ルノー車のエンジン開発などに携わった。その後もR12等にゴルディーニの名を冠したモデルを設定している。1975年にゴルディーニ社はルノー本社を離れ、ルノー・スポール（旧・アルピーヌ）に経営統合された。

## その後

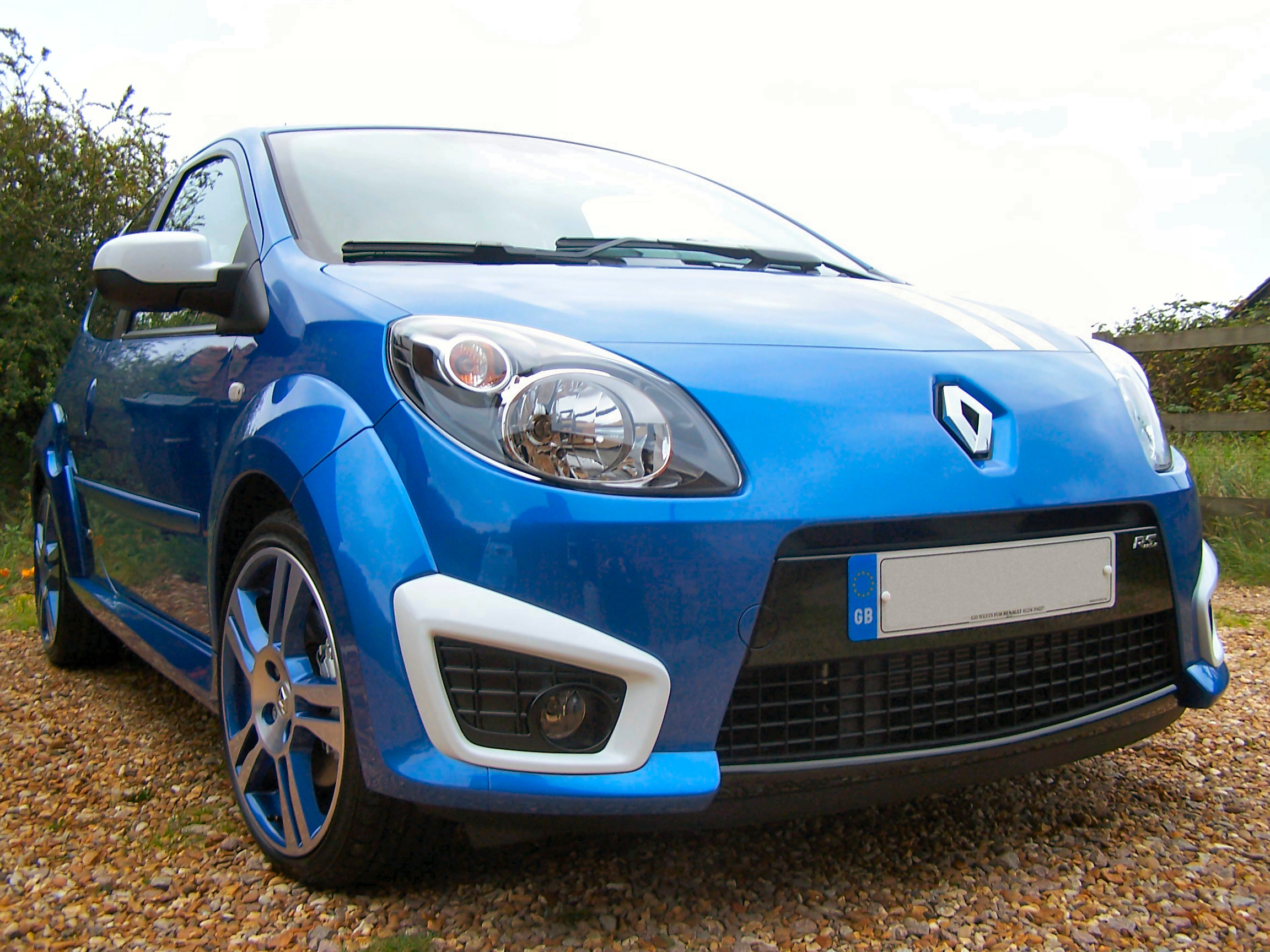
Renault TWINGO Gordini Renault Sport

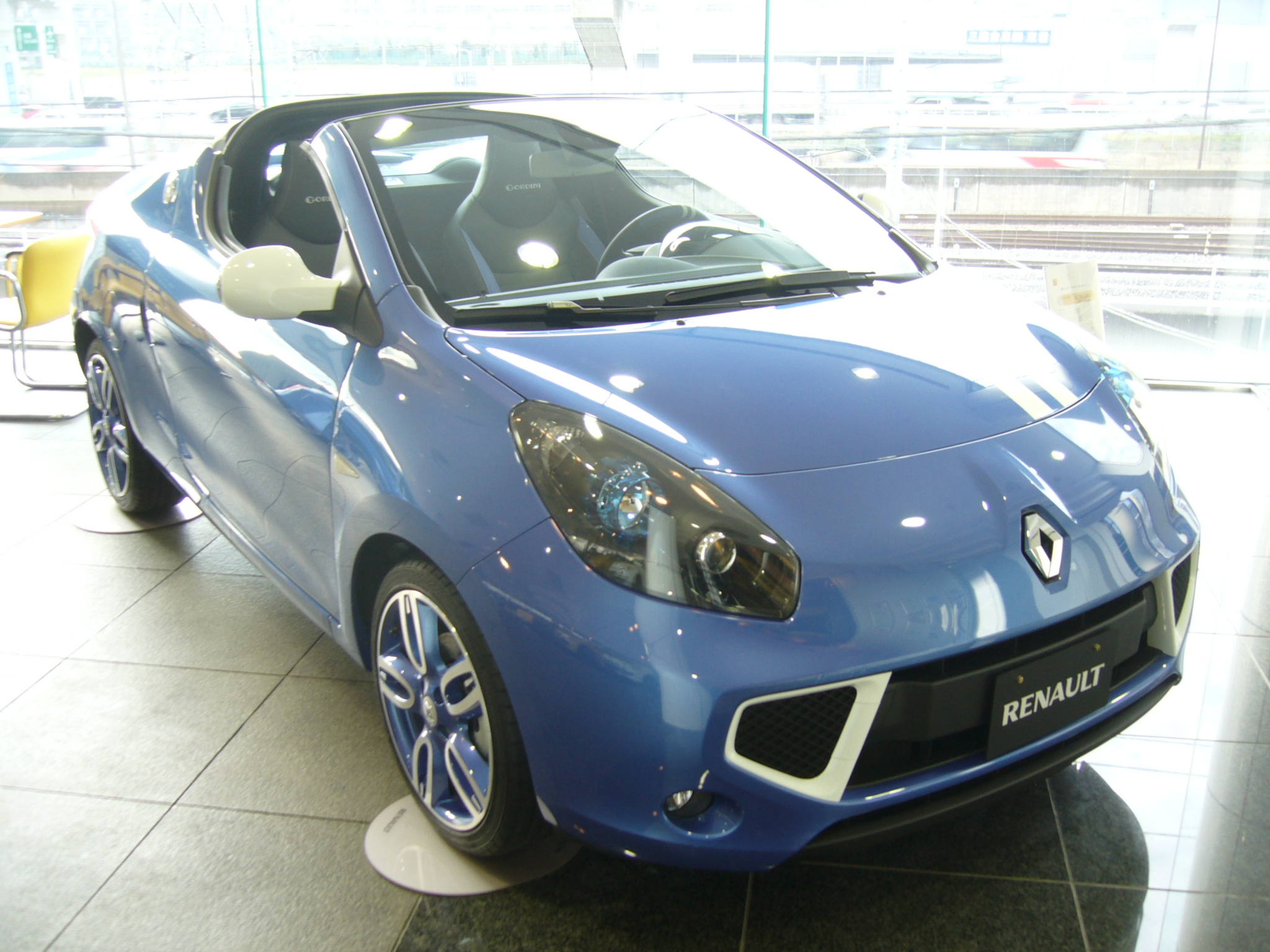
Wind GORDINI

2009年、ルノーは今後発売される車のうち、スポーティーバージョンに「ゴルディーニ」の名を冠して発売すると発表し、第1弾としてルノー・トゥインゴに「ゴルディーニ・ルノー・スポール」を設定した（日本国内では2011年6月発売）。このモデルではかつての「R8 ゴルディーニ」をイメージさせる「フレンチブルーに2本の白ライン」を入れるなどしている。以降もルノー・クリオ（日本名・ルーテシア）やルノー・ウインドに「ゴルディーニ」仕様を投入している（このうちウインドのゴルディーニは日本国内では2012年3月発売）。